# MBC Every 1
MBC Every 1 er en sydkoreansk kabel-tv-kanal, der specialiserer sig i underholdningsrelateret sortprogrammering. Det ejes af MBC Plus, et datterselskab af Munhwa Broadcasting Corporation (MBC).
| Fjernsyn | Spire Denne artikel om en tv-kanal er en spire som bør udbygges. Du er velkommen til at hjælpe Wikipedia ved at udvide den. |